# Pemptolasius humeralis
Pemptolasius humeralis là một loài bọ cánh cứng trong họ Cerambycidae.